# Novaculoides macrolepidotus
Novaculoides macrolepidotus là loài cá biển duy nhất thuộc chi Novaculoides trong họ Cá bàng chài. Loài cá này được mô tả lần đầu tiên vào năm 1791.

## Phân loại
Loài cá này ban đầu được Bloch xếp vào chi Labrus, nhưng sau đó đã được chuyển sang chi Novaculichthys. Vào năm 2003, Randall và Earle đã xếp N. macrolepidotus vào một chi đơn loài hoàn toàn mới trong họ Cá bàng chài là Novaculoides.

## Từ nguyên
Hậu tố -oides trong danh pháp của chi trong tiếng Latinh có nghĩa là "tương đồng", ám chỉ sự giống nhau về hình dáng giữa chi này với chi họ hàng Novaculichthys trước đây. Còn tính từ định danh của loài cá này, macrolepidotus, trong tiếng Latinh có nghĩa là "có vảy lớn", có lẽ ám chỉ lớp vảy lớn hình mắt lưới của chúng.

## Phạm vi phân bố và môi trường sống
N. macrolepidotus có phạm vi phân bố rộng khắp vùng biển Ấn Độ Dương - Thái Bình Dương. Loài cá này được ghi nhận từ Biển Đỏ trải dài xuống Yemen và dọc theo bờ biển Đông Phi, bao gồm Madagascar và các đảo quốc, bãi ngầm xung quanh; từ vùng biển phía nam Ấn Độ, phạm vi N. macrolepidotus còn được ghi nhận tại quần đảo Cocos (Keeling) và Chagos; ở phạm vi phía đông, N. macrolepidotus xuất hiện ở hầu hết các nhóm đảo thuộc quần đảo Mã Lai (trừ phần lớn Borneo và Sumatra), mở rộng phạm vi đến hầu hết các đảo quốc, quần đảo thuộc châu Đại Dương (xa nhất ở phía đông là đến Tonga); phía bắc trải dài đến quần đảo Ryukyu (Nhật Bản); phía nam trải dọc theo rạn san hô Great Barrier, giới hạn đến đảo Lord Howe (Úc).
N. macrolepidotus thường sống gần các thảm cỏ biển, những khu vực có nền đá vụn mọc nhiều rong tảo hay những bãi tảo cát trong các đầm phá ở độ sâu đến 25 m. Với màu xanh lục của cơ thể, chúng ngụy trang khá tốt trong các thảm thực vật.

## Mô tả

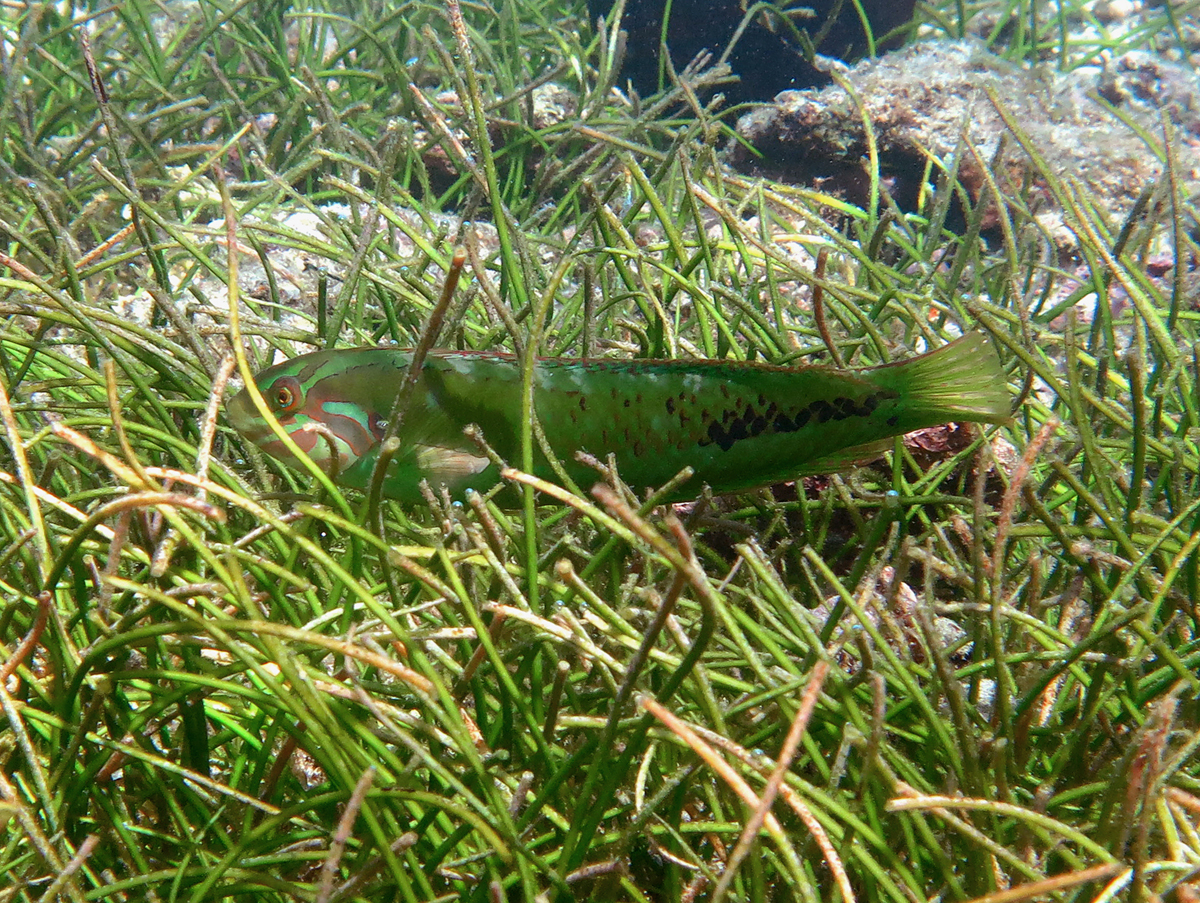
N. macrolepidotus đang ẩn mình trong cỏ biển

Chiều dài cơ thể tối đa được ghi nhận ở N. macrolepidotus là 16 cm. Như những loài trong họ Cá bàng chài, N. macrolepidotus là một loài lưỡng tính tiền nữ, tức cá con nở ra đều là con cái, nhưng đến một thời điểm nào đó, chúng sẽ chuyển đổi giới tính thành con đực.
Cá đực và cá cái có màu xanh lục nên rất dễ ngụy trang trong các thảm cỏ biển. Con đực có một hàng các đốm đen ở thân sau, các vệt cong màu nâu sẫm ở phần trên của nắp mang, phía sau mắt, và nhiều đốm đỏ ở trên vây lưng, vây hậu môn và vây đuôi. Con cái có một dải sọc đứt quãng màu nâu sẫm dọc theo chiều dài của cơ thể.
Cá con sắp trưởng thành của N. macrolepidotus được ghi nhận là có thể bắt chước hình dáng lẫn màu sắc của những loài thuộc chi Ablabys, là những loài cá độc trong bộ Cá mù làn. Chi Ablabys có ba thành viên, và cả ba thành viên này đều là hình mẫu để N. macrolepidotus bắt chước. Không những bắt chước ở vẻ bề ngoài, N. macrolepidotus đang trưởng thành còn có thể bắt chước cả hành vi của Ablabys bằng việc luôn dựng thẳng vây lưng của chúng.
Số gai ở vây lưng: 9; Số tia vây mềm ở vây lưng: 12 - 14; Số gai ở vây hậu môn: 3; Số tia vây mềm ở vây hậu môn: 12 - 14; Số tia vây mềm ở vây ngực: 12.

### Trích dẫn
- John E. Randall; Andreas Spreinat (2004). "The subadult of the labrid fish Novaculoides macrolepidotus, a mimic of waspfishes of the genus Ablabys" (PDF). aqua, Journal of Ichthyology and Aquatic Biology. Quyển 8 số 2. tr. 45–48.[liên kết hỏng]